# Geoff Marshall
Geoffrey Marshall, angleški video producent in pisec, *  1972, London, Anglija, 
Vodi YouTube kanal, ki je večinoma o prometu. Rodil se je v Londonu, med letoma 2006 in 2009 je krajši čas živel v ZDA in zdaj živi v južnem Londonu.

## TV in radijski nastopi
The Tube Epizoda 2, sezona 1, "24 hours" - Ta epizoda prikazuje njegov neuspeli poskus premagati svetovni rekord Jacka Welsbyja, nekaj mesecev kasneje pa Metroland: Race Around The Underground ( ITV )  - poskus iz leta 2003 kjer bi podrl rekord, če Richmondova podružnica okrožne črte (District Line) ne bi utrpela izpada signala. 
V oddaji The Fanatics Sky 1 so ga odgovori o londonskem podzemlju skoraj pripeljali do končne stopnje. Občasno daje tudi intervjuje na londonski televiziji in radiu v zvezi s prevoznimi zgodbami. 
Marshall in njegova žena Vicki Pipe sta se septembra 2019 pojavila v epizodi More4 's The Worlds Most Beautiful Railway v odsekih, ki prikazujejo železniško postajo Caledonian Sleeper in Corrour v škotskem visokogorju. 

## Londonist Ltd
Marshall občasno sodeluje pri Londonist Ltd  spletnem mediju s temo v Londonu. Od leta 2004 se je hitro pridružil mreži Gothamist, leta 2010 pa je bil preseljen v londonski LDN Creative.  Ena izmed bolj priljubljenih video serij na spletnem mestu je Secrets of the Underground - spletna serija z več kot enajstimi milijoni skupnih pogledov, ki jo je predstavil Marshall in govori o malo znanih dejstvih londonskega podzemlja . V seriji 17 epizodni seriji je bilo prvotno predstavljenih le 11 londonskih podzemnih linij, kasneje pa so bile izdelane epizode še za DLR, Overground in Tramlink - pa tudi bonus epizode. 

## All the Stations
All the Stations je projekt Marshalla in Vicki Pipe, ki sta poleti 2017 obsikala vseh 2.563 železniških postaj v Združenem kraljestvu .  Par je večino poti posnel z dnevnimi posodobitvami, objavljenimi na YouTubu . Med potovanjem sta objavila tudi posodobitve na Periscopeu, Twitterju, Facebooku in Instagramu .  Leta 2018 je bil posnet dokumentarni film o potovanju.
Pot sta financirala prek Kickstarterja, potovanje pa se je začelo 7. maja v Penzanceu in končalo 105 dni kasneje 19. avgusta v Wicku . Izdelanih je bilo 59 glavnih videoposnetkov skupaj z 12. dodatnimi videoposnetki. Obiskala sta vse postaje v Veliki Britaniji, vključno s tistimi, ki jih vozi le majhno število vlakov  vključno s postajo Shippea Hill 3. junija, kjer se jim je pridružilo 19 ljudi, kar pomeni, da je postajo v enem dnevu uporabilo več potnikov kot celotno preteklo leto. 
Leta 2019 sta Marshall in Pipe množično financirala All The Stations Ireland, kjer sta tri tedne marca in aprila 2019 obiskala vseh 198 železniških postaj na Severni Irski in v Republiki Irski . Nato sta za tri dni julija 2019 odšla na otok Man, da bi obiskala tudi vse železniške postaje otoka. 

## Underground: USA
Underground: USA je bilo 12-tedensko dokumentarno potovanje, ki ga je Marshall opravil med junijem in septembrom 2009 v ZDA. Prepotoval je vseh 48 celinskih zveznih držav ZDA in v vsaki obiskal mesto ali kraj, ki si je ime delilo s postajo na zemljevidu londonske podzemne železnice, na primer Epping, Maine, kjer se je potovanje začelo. Med potovanjem so mu ukradli snemalno opremo  pozneje pa je zgodbo spremenil v enourni YouTube dokumentarni film in napisal knjigo Underground: USA . 

## Dobrodelne prireditve
Marshall je leta 2005 prvič organiziral dobrodelni dogodek, ki je temeljil na Londonski podzemni železnici, z imenom Tube Relief, kot odgovor na bombardiranje v Londonu 7. julija 2005 . S sloganom "Ne bojim se" (Not Afraid)  je sodelovalo približno 50 ljudi, ki so zbrali več kot 11.000 funtov za dobrodelni sklad London Bombings Relief. 
Nato je Marshall organiziral  Walk The Tube, da bi zbral denar za dobrodelne namene, tako da je skupino ljudi obiskal poslal v vsako podzemno postajo, vendar ne kot poskus svetovnega rekorda. Ti dogodki so se odvijali v letih 2014, 2015 in 2016. 